# Lijst van meren in Italië
Dit artikel geeft een lijst van Italiaanse meren gesorteerd op oppervlakte.
| Naam                | Alt. naam | Oppervlakte in km2 | Maximale diepte | Hoogte | Provincie(s) / land                        |
| ------------------- | --------- | ------------------ | --------------- | ------ | ------------------------------------------ |
| Gardameer           | Benaco    | 368 km²            | 350 m           | 65 m   | Brescia, Verona & Trente                   |
| Lago Maggiore       | Verbano   | 212,5 km²          | 270 m           | 194 m  | Verbano-Cusio-Ossola, Varese & Zwitserland |
| Comomeer            | Lario     | 145,9 km²          | 410 m           | 198 m  | Como & Lecco                               |
| Trasimeense Meer    |           | 125 km²            | 6,3 m           | 258 m  | Perugia                                    |
| Meer van Bolsena    | Vulsinio  | 113,5 km²          | 151 m           | 305 m  | Viterbo                                    |
| Meer van Iseo       | Sebino    | 61,8 km²           | 251 m           | 186 m  | Brescia & Bergamo                          |
| Meer van Bracciano  | Sabatino  | 57 km²             | 165 m           | 164 m  | Rome                                       |
| Meer van Lugano     | Ceresio   | 48,9 km²           | 288 m           | 271 m  | Como, Varese & Zwitserland                 |
| Omodeomeer          | Tirso     | 29,4 km²           | 59 m            | 118 m  | Oristano                                   |
| Ortameer            | Cusio     | 18,2 km²           | 144 m           | 290 m  | Verbano-Cusio-Ossola & Novara              |
| Coghinasmeer        |           | 17,8 km²           | 50 m            | 164 m  | Sassari                                    |
| Meer van Varese     |           | 14,9 km²           | 26 m            | 238 m  | Varese                                     |
| Meer van Campotosto |           | 14 km²             | 35 m            | 1330 m | L'Aquila                                   |
| Vicomeer            | Cimino    | 12 km²             | 50 m            | 510 m  | Viterbo                                    |
| Idromeer            | Eridio    | 11,1 km²           | 120 m           | 368 m  | Brescia                                    |

| Naam                | Alt. naam | Oppervlakte in km2 | Maximale diepte | Hoogte | Provincie(s) / land      |
| ------------------- | --------- | ------------------ | --------------- | ------ | ------------------------ |
| Lago di Santa Croce |           | 7,8 km²            | 44 m            | 386 m  | Belluno                  |
| Meer van Albano     |           | 6 km²              | 168 m           | 293 m  | Rome Hoofdstad           |
| Meer van Viverone   | Azeglio   | 5,72 km²           | 50 m            | 230 m  | Biella, Turijn, Vercelli |
| Meer van Annone     | Oggiono   | 5,7 km²            | 11 m            | 224 m  | Lecco                    |
| Meer van Pusiano    |           | 5,7 km²            | 23,3 m          | 260 m  | Como, Lecco              |
| Meer van Caldonazzo |           | 5,6 km²            | 49 m            | 449 m  | Trente                   |
| Meer van Garlate    |           | 4,64 km²           | 34 m            | 198 m  | Lecco                    |
| Meer van Comabbio   |           | 3,1 km²            | 4 m             | 271 m  | Varese                   |
| Meer van Monate     |           | 2,5 km²            | 34 m            | 273 m  | Varese                   |
| Meer van Endine     |           | 2,3 km²            | 6,4 m           | 334 m  | Bergamo                  |
| Ledromeer           |           | 2,2 km²            | 48 m            | 655 m  | Trente                   |
| Meer van Mergozzo   |           | 1,8 km²            | 73 m            | 194 m  | Verbano-Cusio-Ossola     |
| Meer van Nemi       |           | 1,67 km²           | 33 m            | 325 m  | Rome Hoofdstad           |
| Meer van Alserio    |           | 1,44 km²           | 8,1 m           | 258 m  | Como                     |